# بوسيليتسو سيما
بوسيليتسو سيما (من مواليد 1949 في جوهانسبرج ) هي موسيقية ومؤدية لموسيقى الفامو التقليدية في ليسوتو. وقد نالت لقب ملكة الفامو. 

## حياتها

### بدايات
ولدت بوسيليتسو سيما عام 1949 في منطقة جوهانسبرج بجنوب أفريقيا. كانت والدتها تعمل خادمة، وكانت عمتها تربيها وترعى ماشيتهم. بدأت تغني في طفولتها وكانت تؤلف الأغاني أثناء رعاية الأبقار. وكان المجتمع ينظر بازدراء إلى المغنيات، لذلك لم تلق أي دعم من عائلتها.

### الزواج القسري، الحياة في ليسوتو
بعد اغتصابها وإجبارها على الزواج من المعتدي، انتقلت إلى ماهوبونغ (في ليسوتو الحالية) حيث أنجبت ثلاثة أطفال، توفي اثنان منهم في سن الطفولة. وعندما توفي زوجها في عام 1970، طردها أهل زوجها وعادت إلى نيو كلير. في مواجهة العداء المتجدد من عائلتها، بدأت العمل كبائعة للأطعمة والمشروبات في المناجم المحلية وانضمت إلى عصابة إجرامية. وخلال هذه الفترة، واصلت كتابة الأغاني والأداء مع إحدى الفرق وكان تلك الفرقة هي فرقة "تو إيا ليناري" Tau ea Linare.  

### موسيقار متجول
قامت بوسيليتسو سيما بأداء موسيقاها في المناجم، وتفوقت في الرقص حيث كانت تستخدم عصا القتال.  تخصصت في عزف آلة الأكورديون، الآلة الرئيسية لفرقة فامو، وكسبت معظم رزقها من العروض الحية في معسكرات التعدين. بدأت بالسفر حول ترانسفال وولاية أورانج الحرة، حيث تنافس زعماء عصابات المعسكرات لجذب انتباهها وكثيرًا ما كانوا يختطفونها لتؤدي لهم العروض.  في عام 1980، سجلت سيما وفرقتها ألبومًا في جوهانسبرج. حققت أغنيتها في ذكرى أخيها المتوفى نجاحًا كبيرًا، وتمكنت من الدخول إلى مجال موسيقي الفامو الذي يهيمن عليه الذكور. 

## المواضيع الموسيقية وظروف المعيشة
أصدرت ما لا يقل عن 32 ألبومًا. أغانيها كتبت من تجارب حياتها وزواجها وفشلها. وفي الوقت نفسه، أصبحت موسيقى الفامو نفسه سببًا للصراع الإجرامي في ليسوتو، حيث قامت العصابات المتنافسة بإطلاق النار على فناني الأداء، وأصبحت الكلمات اللطيفة سابقًا عنيفة بشكل متزايد.
تعرضت بوسيليتسو سيما لسرقة ممتلكاتها عدة مرات، بما في ذلك آلة الأكورديون التقليدية التي ترمز إلى الموسيقى.  لديها أيضًا نزاع طويل الأمد مع الصناعة الموسيقية التي زعمت أنها خدعتها هي وزملائها من الفنانين من أجل الحصول على جوائزهم وعوائدهم. أغنيتها الناجحة "موفاتا سيليبا" Mofata Seliba انتقدت الأشخاص الذين أثروا أنفسهم بموهبتها. 
في عام 2020، كتبت أغنية حول موضوع كوفيد-19 برعاية الأمانة الوطنية لفيروس كورونا في ليسوتو، لكنها قالت مرة أخرى إنها لم تحصل على أجر مقابل عملها. 
تميل عروضها إلى أن تكون مباشرة مع الحد الأدنى من الأداء المسرحي، وتضم المعزوفات المنفردة. ومع ذلك، فإن الأداء على شاشة التلفزيون أجبرها هي وغيرها من موسيقيي الفامو على تقصير المعزوفات المنفردة، وأصبحت كل أغنية أكثر تركيزًا على موضوع واحد، بدلاً من دمج الأفكار المألوفة من الإنتاج الحي. 